# Baldassarre Ravaschieri
Baldassarre Ravaschieri (Chiavari, 1419 – Binasco, 17 ottobre 1492) è stato un presbitero italiano dei Frati minori osservanti, venerato come beato dalla Chiesa cattolica.

## Biografia
Nacque a Chiavari da nobile famiglia genovese, entrò nell'Ordine francescano dei minori osservanti, in seguito divenne sacerdote e teologo. Nel convento di Chiavari assunse il compito di guardiano, in seguito responsabile di tutta la provincia di Genova. Molto attivo nella predicazione venne colpito da gotta, che lo debilitò a tal punto da non potersi più muovere.
Si ritirò allora nel Convento di Santa Maria in Campo, presso Binasco, piccolo centro tra Milano e Pavia. Fu molto stimato ai suoi tempi per la sua fama di sant'uomo e di confessore, consigliere e d'esempio della beata Veronica Negroni da Binasco. Fu amico di Bernardino da Feltre e di Giovanni Antonio Amadeo.
Morì il 17 ottobre 1492.

## Culto
Il suo culto venne approvato dalla Chiesa cattolica e ottenne la beatificazione da papa Pio XI nel 1930.
Le spoglie sono conservate nella chiesa parrocchiale di Baselica Bologna, frazione di Giussago.
Nel santuario ed ex-convento francescano di Sant'Antonio  di Padova, a Chiavari, viene conservata e venerata l'ulna del beato.